# Henry Charles Carey

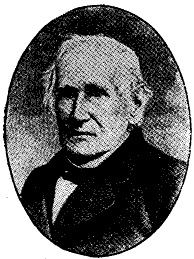
Henry Charles Carey.

Henry Charles Carey, född 15 december 1793 i Philadelphia, död där 13 oktober 1879, var en amerikansk nationalekonom som kom att bli Abraham Lincolns ekonomiska rådgivare och en guru för det republikanska partiet.
Careys föräldrar kom från Irland och 1814 blev han delägare i sin fars bokhandel. Efter att 1821 ha blivit bokhandelns chef byggde han upp den och den blev en av USA:s största. Carey drog sig dock tillbaka från affärerna 1835 och ägnade sig därefter uteslutande åt nationalekonomisk författarverksamhet. Forskningen resulterade i tretton större arbeten, en mängd broschyrer och ett flertal tidningsartiklar. I The past, the present, and the future tog Carey ställning för en protektionistisk linje och bröt därmed med den brittiska liberala nationalekonomin. Principles of social science gav den utförligaste framställningen av alla hans teorier liksom i den sista boken The unity of law.

## Idéer
Careys optimism förklarades med hans tro på en social utveckling till en allt större harmoni mellan alla intressen i motsats till den engelska nationalekonomins framställning av det sociala livets disharmoni (se Frédéric Bastiat). Han ugick från att arbetet är värdets enda källa. En saks värde beror på reproduktionskostnaderna, det vill säga på det arbete som erfordras för att producera samma sak på nytt. Han hittade ett försvar för både kapitalränta och jordränta genom att framställa jordens och kapitalets värde uteslutande av det nedlagda arbetet.
Mot David Ricardos pessimistiska jordränteteori försökte han med exempel från Förenta staterna visa upp att brukandet av jorden fortgår från de minst bördiga till de bördigaste jordstyckena så att en ständig ökning av jordens produktivitet pågår. I motsats till Malthus gjorde han gällande att livsmedlen växte i snabbare takt än folkmängden varför det inte behövde finnas någon oro för överbefolkning.
Carey kritiserade "det brittiska systemet", vilket byggde på frihandel och guldstandard. Han ansåg att suveräna nationer borde betala sina skulder i sina egna valutor, och att dessa valutor borde vara av så kallad greenback-modell. Teorierna väckte stort uppseende, inte minst som den första öppna brytningen med den liberala engelska skolan, och Carey fick många anhängare i Förenta staterna och Tyskland.
Carey invaldes 1868 som utländsk ledamot av Kungliga Vetenskapsakademien.